# Cristóbal Manuel de Villena y Portocarrero
Cristóbal Manuel de Villena y Portocarrero (Badajoz, 1625-1700 ) era el IX señor de Cheles cuando el rey de España Carlos II lo hizo propietario del condado de Vía Manuel a partir del 25 de noviembre de 1689, convirtiéndose en el primer conde de este feudo a los 64 años, y de forma oficial tras el Real Despacho de 24 de octubre de 1695, con el vizcondado previo de la Villa de Cheles. 

## Biografía
Cristóbal nació en Badajoz en 1625 y era hijo del segundo matrimonio de Juan Manuel de Villena y Hurtado de Mendoza, VII señor de Cheles, con María Portocarrero de Montoya y Luna.
Cristóbal era un auténtico hombre de guerra del siglo XVII, siendo general de Artillería del reino de Toledo, maestre de campo del tercio de Alcántara además de ser caballero de la Orden de Santiago. También fue gobernador de Badajoz y de Jerez de los Caballeros.
El primogénito de Juan no era Cristóbal si no el hermano de este, Francisco Manuel de Villena y Portocarrero que a la muerte de su padre lo sucedió como VIII señor de Cheles.
Después fue Francisco quien falleció y sin descendencia, siendo Cristóbal el legítimo propietario de sus pertenencias como primer varón del linaje Manuel de Villena por su condición de hermano de Francisco e hijo de Juan.
Cristóbal ostentó el título de conde de Vía Manuel durante once años, falleciendo en 1700 a los 75 años. Su hijo Juan heredó todo su patrimonio pasando a ser el nuevo conde de Vía Manuel y señor de Cheles.

## Matrimonios y descendencia
El conde casó en primeras nupcias con Leonor Botello de Mendoza en 1675, matrimonio del que nació una única hija: 
- María Petronila Manuel de Villena y Botello de Mendoza

Tras enviudar el primer conde de Vía Manuel, casó en segundas nupcias con María Josefa de Flores y Barrantes —hija de Pedro Alfonso Flores Montenegro y Sarmiento de la Cerda e  Inés Lucía Barrantes Figueroa y Ulloa, III vizconde de Peñaparda de Flores—. De este matrimonio nacieron seis hijos:
- Juan Manuel de Villena y Flórez
- Micaela Manuel de Villena y Flórez
- Teresa Manuel de Villena y Flórez
- Petronila Manuel de Villena y Flórez
- Isabel Manuel de Villena y Flórez
- María Manuel de Villena y Flórez